# Epinephelus itajara
Pour les articles homonymes, voir Mérou géant.
Espèce
Statut de conservation UICN

 VU A2bcd : Vulnérable
Epinephelus itajara, le Mérou goliath, (anciennement poisson-juif) est l'une des deux espèces de mérous géants avec Epinephelus lanceolatus.
Epinephelus itajara peut atteindre 2,50 mètres pour 455 kg. 
Il compte parmi les plus grosses espèces de poissons au monde et reste menacé.

## Nom
Jusqu'en 2001, l'Epinephelus itajara, était appelé « poisson-juif », date à laquelle l’American Fisheries Society le jugeant offensant prend l'initiative de le rebaptiser « Mérou goliath ». 
Semblable au mérou Goliath de l'Atlantique, le dhufish d’Australie occidentale porte le même nom de « poisson-juif ».

## Aire de répartition & habitats
L'Epinephelus itajara se retrouve sur les côtes tropicales et subtropicales de l'Atlantique, dont en France ultramarine (Guyane). Jusqu'au milieu des années 1900, il était commun et localement très abondant de la Floride au sud du Brésil.
En Floride, les juvéniles de ce mérou géant (jusqu'à 120 cm) selon Koenig et al. (2007) vivent dans la mangrove leurs 5 premières années.

## Alimentation
Selon les recherches faites en Floride et dans les Caraïbes le régime alimentaire de ce poisson à grande bouche serait préférentiellement composé de crustacés mais aussi de poulpes, gastéropodes, échinodermes voire de tortues marines (Bullock et Smith, 1991 ; Gerhardinger et al., 2006b). Il capture ses proies en les aspirant.

## Écologie
Il s'agit d'un prédateur lent, peu adapté à la poursuite de proies sur de longues distances. Sa taille (adulte), jusqu'à 250 cm le protège de la plupart des prédateurs marins, sauf des grands requins selon Sadovy et Eklun (1999).
En Guyane, « il a été supposé que le recrutement des mérous géants se faisait aussi bien dans les mangroves que sur les sites marins, ce qui n’apparaît dans aucune autre localité étudiée jusqu’à présent. Le faciès de ces sites rocheux, mais également la quantité de matière organique provenant de l’Amazone arrivant sur ces sites, en font des sites de protection et d’alimentation pour les mérous géants ».

## État des populations, pressions, menaces
Comme tous les mérous et Goliaths, c'est une espèces menacée sur tout ou partie de son aire de répartition. En 2015, sa pêche était encore autorisée en Guyane française bien que classé en danger critique d'extinction sur la liste rouge de l'UICN et déjà protégée dans certains pays. Selon les données récemment acquises, sa conservation nécessite un effort international coordonné pour une gestion restauratoire de l'espèce.
Des études ont été entreprises pour évaluer la structure démographique de ses populations relictuelles afin de proposer des mesures de protection ou de gestion halieutique soutenable. L'âge d'un poisson est habituellement mesuré par comptage des cernes de croissance sur les otolithes, ce qui implique de tuer le poisson. Pour éviter cela, une méthode non-létale a été proposée, basée sur les rayons des nageoires dorsales, méthode qui a du être adaptée à la Guyane française car le contraste saisonnier y est moins marqué qu'en région subtropicale de plus hautes latitudes. En  2010 et 2011 environ 200 poissons de 38 cm à 1,94m de long avaient été ainsi déjà étudiés, jeunes pour la plupart (âgés de 1 à 16 ans, 4 ans en moyenne), ce qui laisse penser que les individus adultes ont été pêchés ou que le littoral et la mangrove de Guyane abritent plutôt une population juvénile de goliaths.
Les eaux littorales et estuariennes de l'Amazone et d'autres fleuves côtiers de Guyane et du Surinam peuvent être très turbides ce qui rend le milieu subaquatique difficile à étudier. 
Pour suivre, observer et étudier ce poissons in situ Céline Artero a récemment utilisé non pas un sonar multifaisceaux à haute fréquence mais une caméra acoustique (de type BlueView, qui produit une image  évoquant une échographie où il faut repérer l'ombre filmée par la caméra).

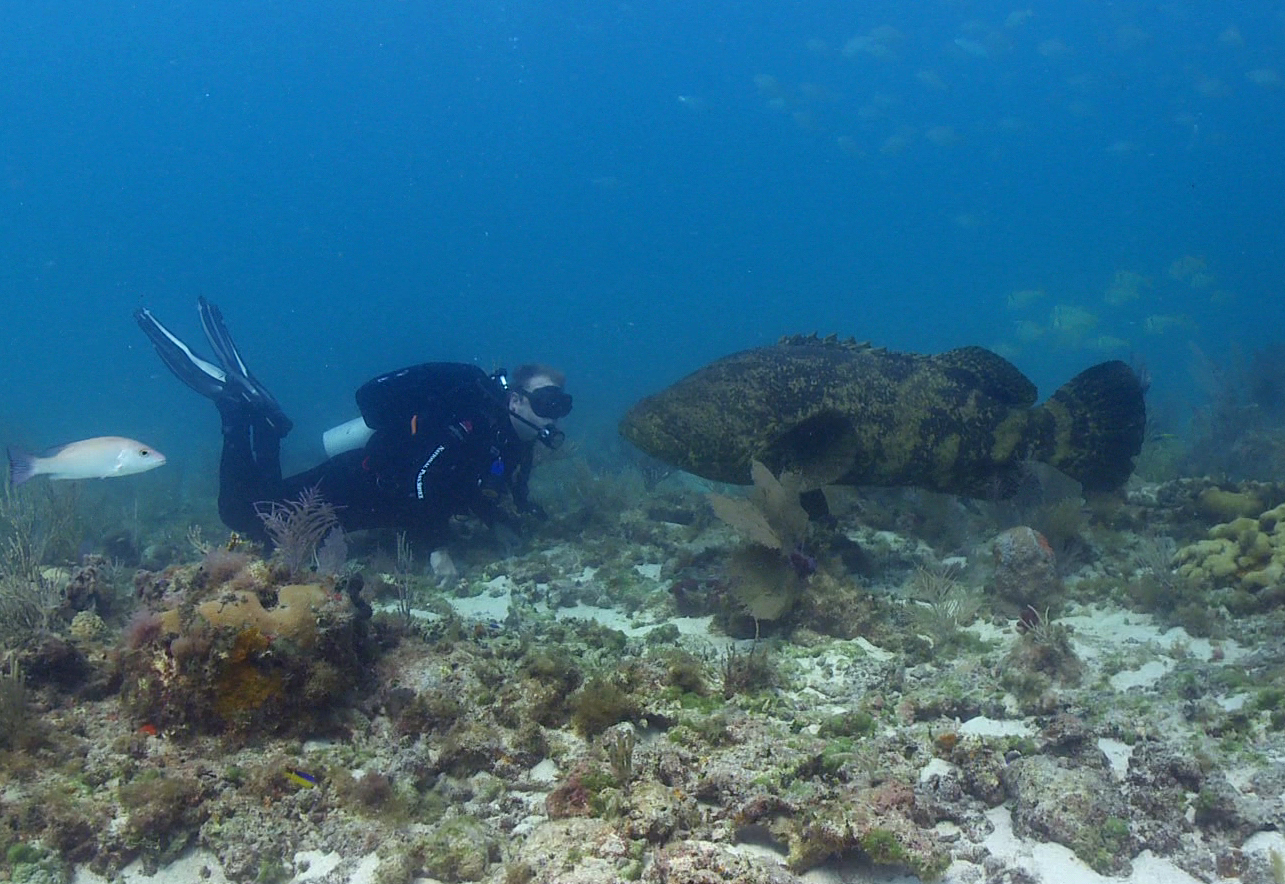
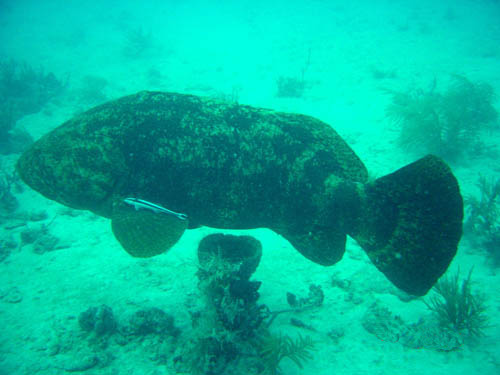
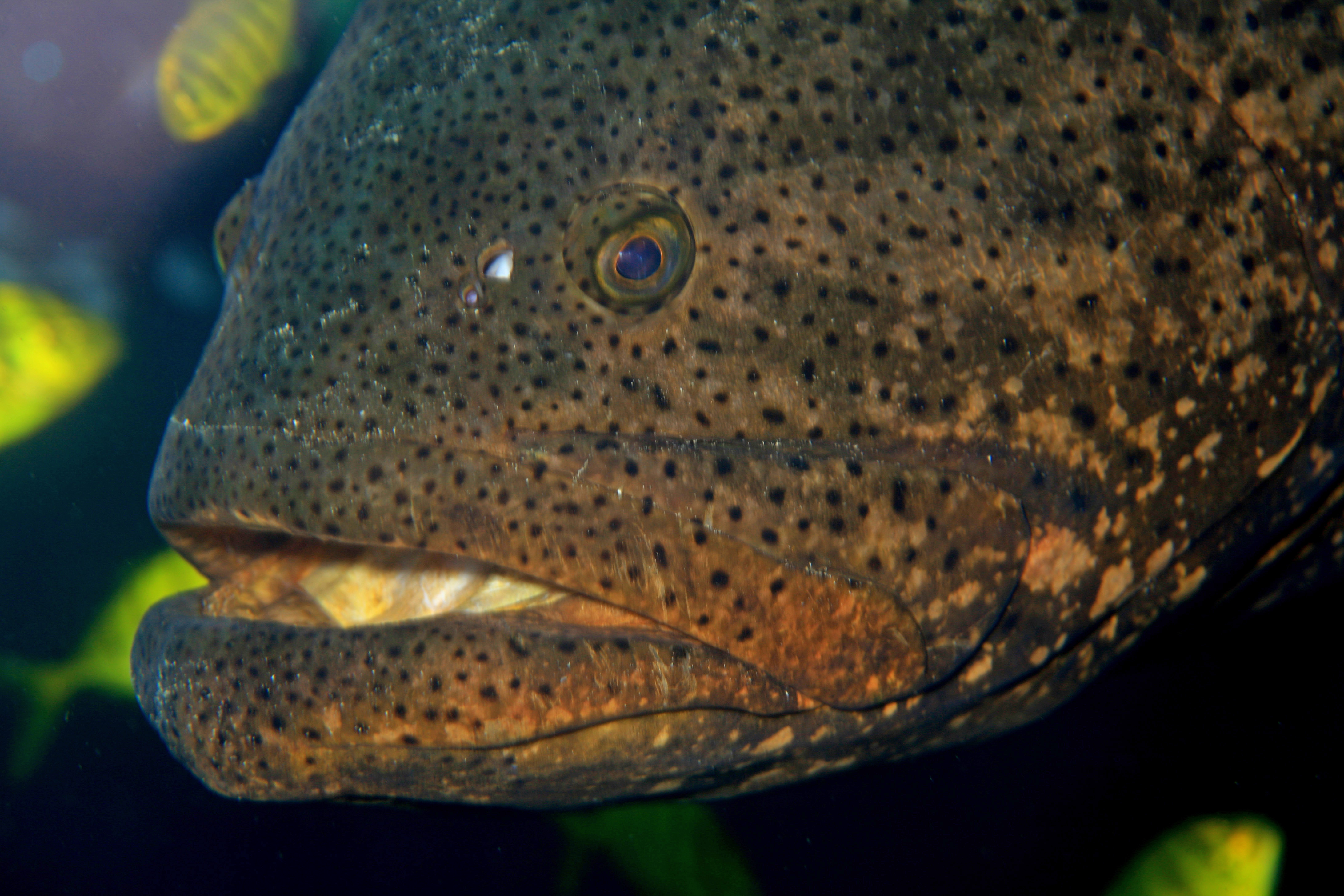